# Avikam-Alladian jezici
Avikam-Alladian jezici, malena podskupina kwa jezika koji se govore na malenom atlantskom obalnom području Obale Bjelokosti. 
Podskupina je dio šire skupine nyo, i obuhvaća dva jezika s ukupno 44,000 govornika (1993). Predstavnici su joj: alladian 23,000 (1993 SIL), i avikam 21,000 (1993 SIL).

## Klasifikacija
Nigersko-kongoanski jezici (Niger-Congo), 
Atlantsko-kongoanski jezici (Atlantic-Congo), 
Voltaško-kongoanski jezici (Volta-Congo), 
Kwa jezici (Kwa), 
Nyo jezici (Nyo), 
Avikam-Alladian (2): alladian, avikam.

## Vanjske poveznice
- Ethnologue (14th)
- Ethnologue (15th)